# Bad Bleiberg
Bad Bleiberg (słoweń. Plajberk pri Beljaku) – uzdrowiskowa gmina targowa w Austrii, w kraju związkowym Karyntia, w powiecie Villach-Land. Liczy 2321 mieszkańców (1 stycznia 2015).